# 닛산 푸가
닛산 푸가(Nissan Fuga)는 닛산의 후륜구동 승용차로, 글로리아와 세드릭의 후속 차종이다. 일본을 제외한 거의 대부분의 국가에서는 인피니티 M으로 판매되었고, 인피니티에서 차명 체계를 바꾸어 2014년부터는 Q70로 판매된다.

## 1세대(Y50)

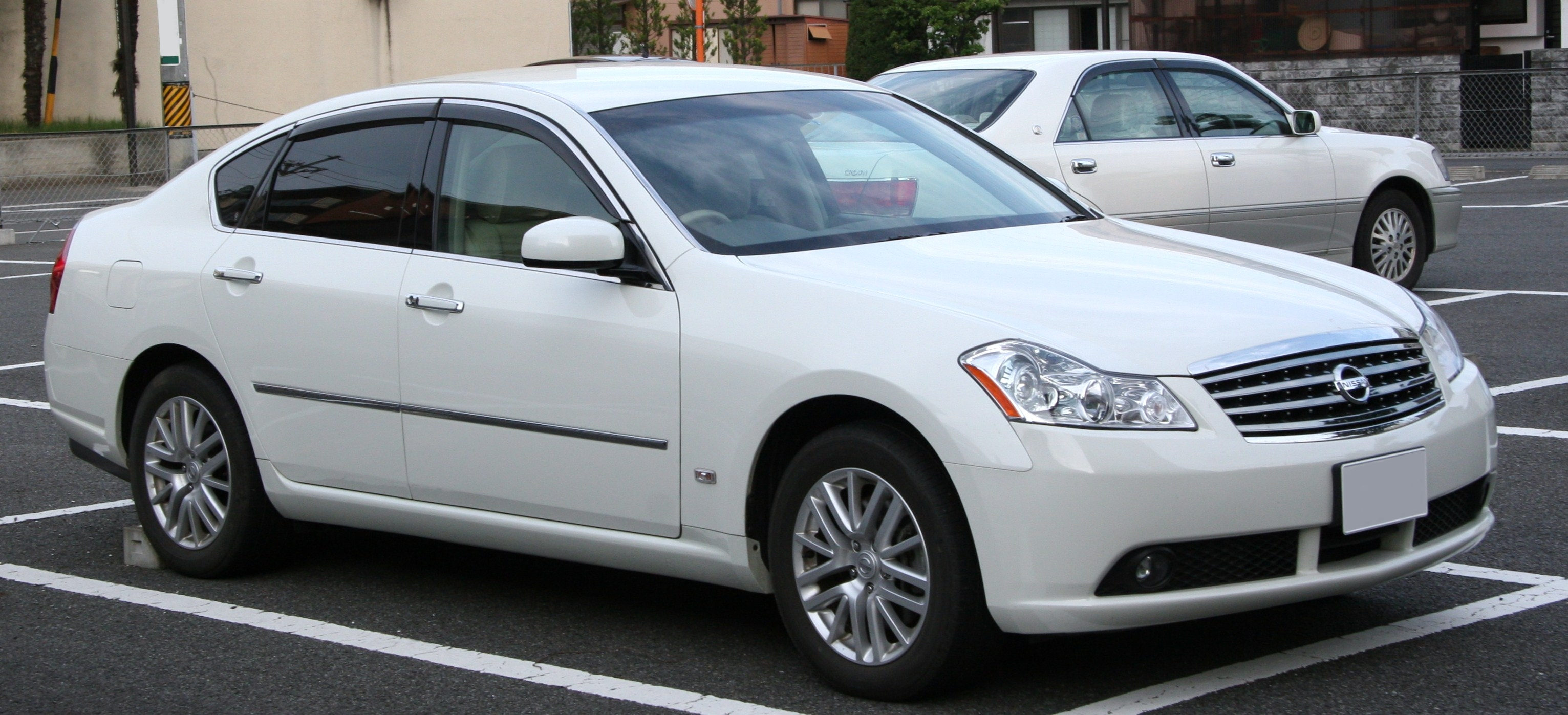
닛산 푸가(전기형) 정측면

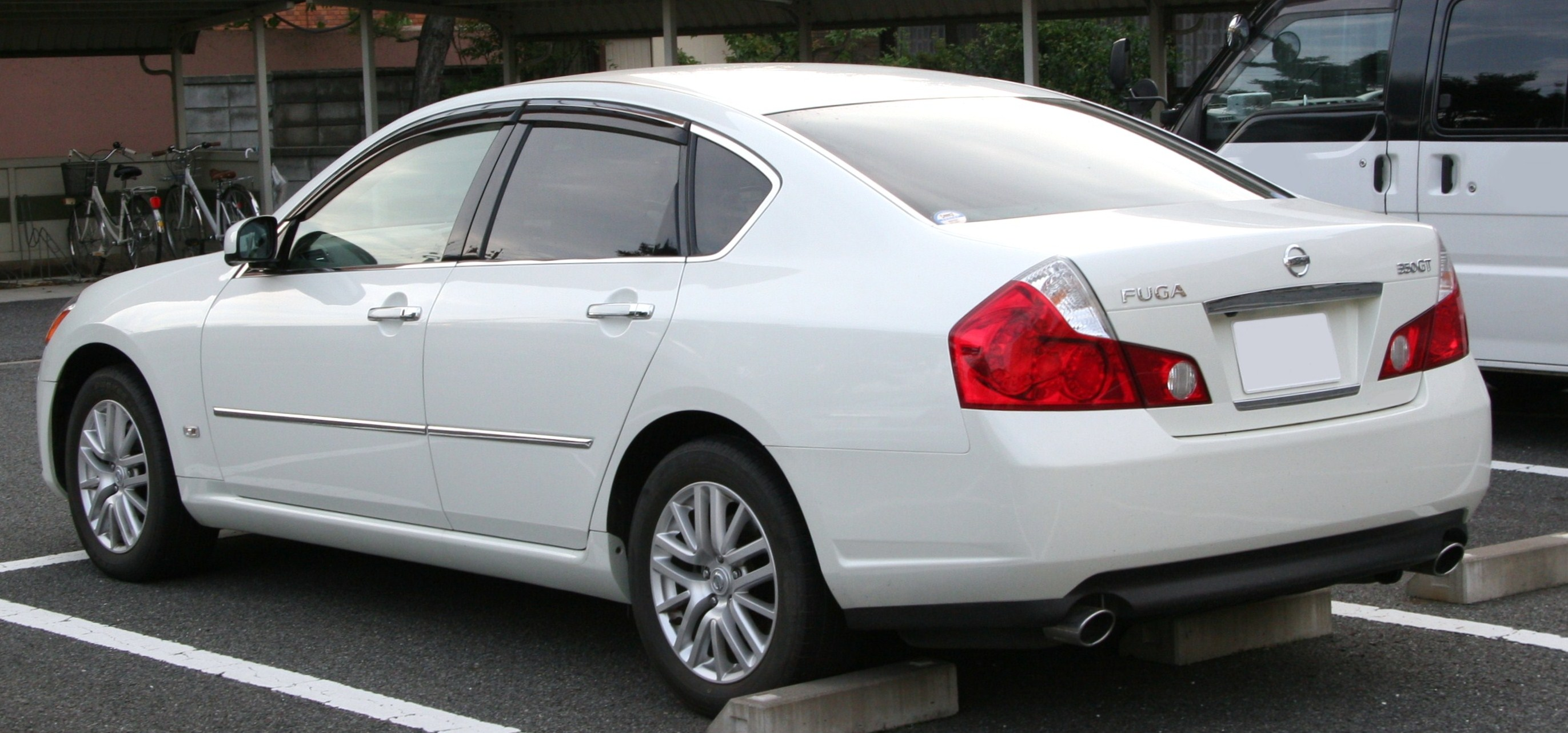
닛산 푸가(전기형) 후측면

2004년 11월에 출시되었고, 출시되기 전인 2003년에 개최된 도쿄 모터쇼에서 발표된 컨셉트 카인 푸가의 양산형이다. V6 2.5L VQ25DE 엔진과 280마력 V6 3.5L VQ35DE 엔진이 탑재되었고, 2005년 8월부터는 338마력 V8 4.5L VK45DE 엔진이 추가되었다. 모든 엔진에 5단 자동변속기를 조합했다. 2007년 12월에는 페이스 리프트를 거쳐 V6 2.5L VQ25DE 엔진과 V6 3.5L VQ35DE 엔진을 각각 V6 2.5L VQ25HR 엔진과 302마력 V6 3.5L VQ35HR 엔진으로 대체했다. 일본을 제외하면 유일하게 중국에서도 2005년 6월부터 닛산의 브랜드로 판매되었으나, 2007년 1월에 중국에서도 인피니티 브랜드가 런칭하여 페이스 리프트를 거친 후인 2008년 1월부터는 인피니티 브랜드로 판매되었다. 대한민국에서는 2005년부터 인피니티 M으로 공식 수입되기 시작하였다.

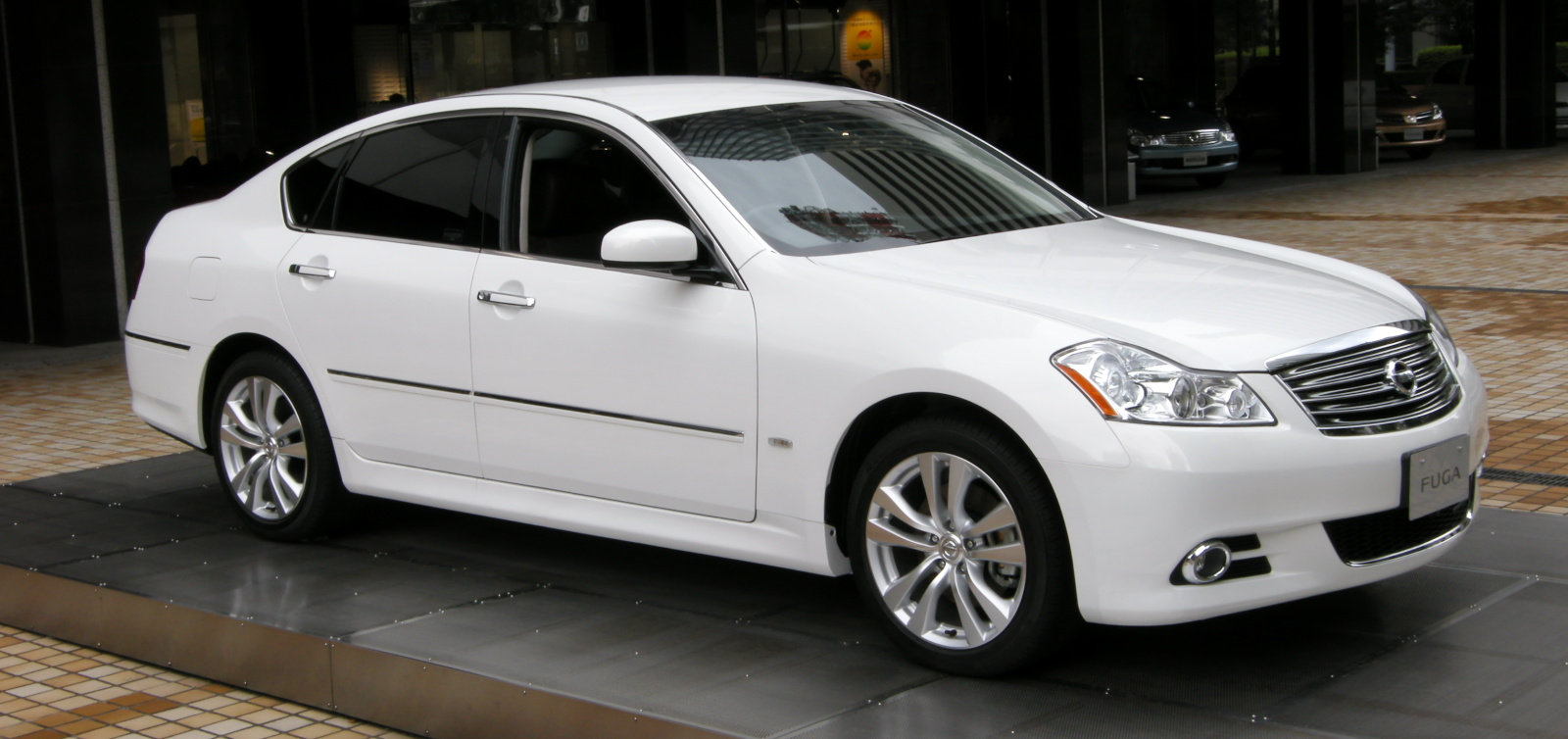
닛산 푸가(후기형) 정측면
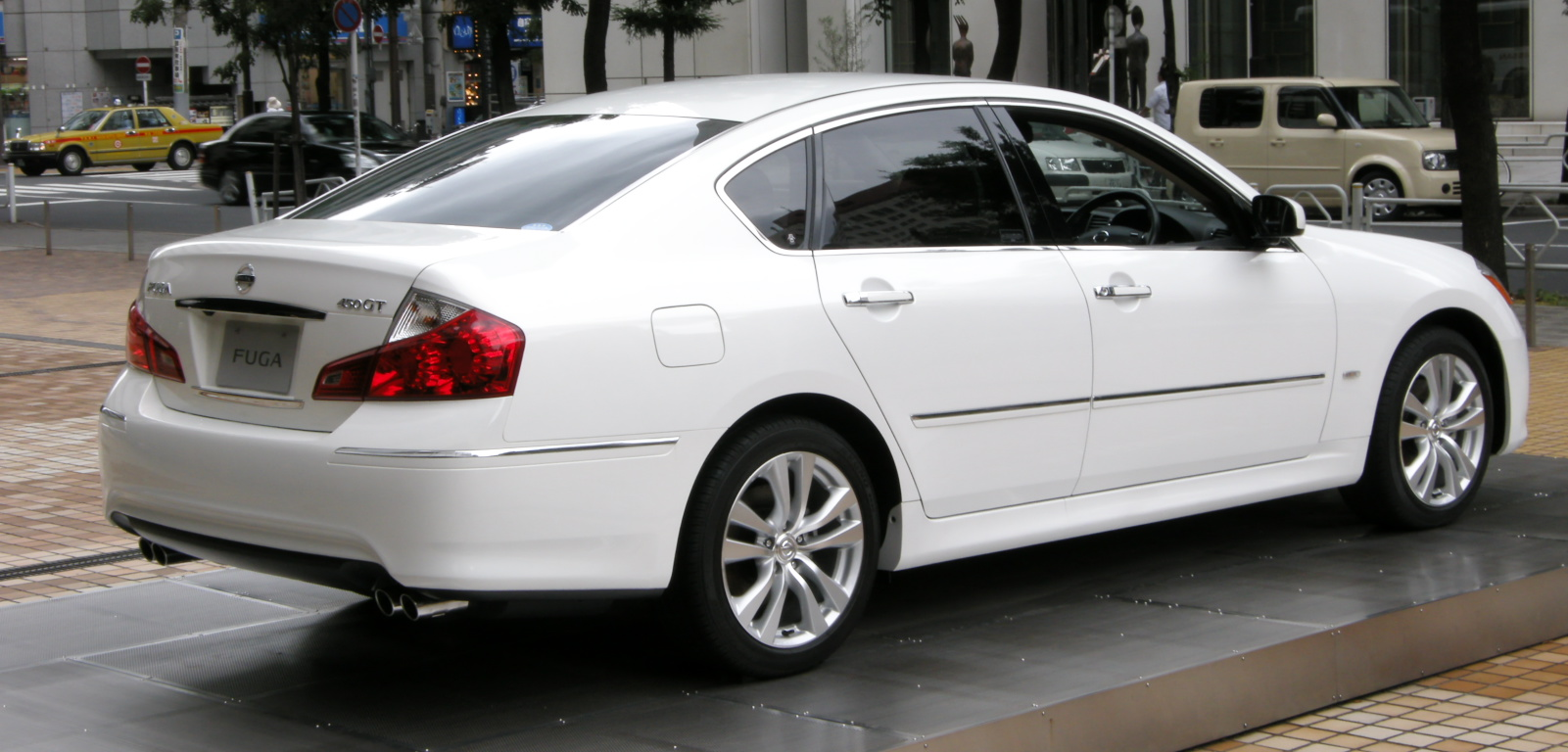
닛산 푸가(후기형) 후측면

## 2세대(Y51)

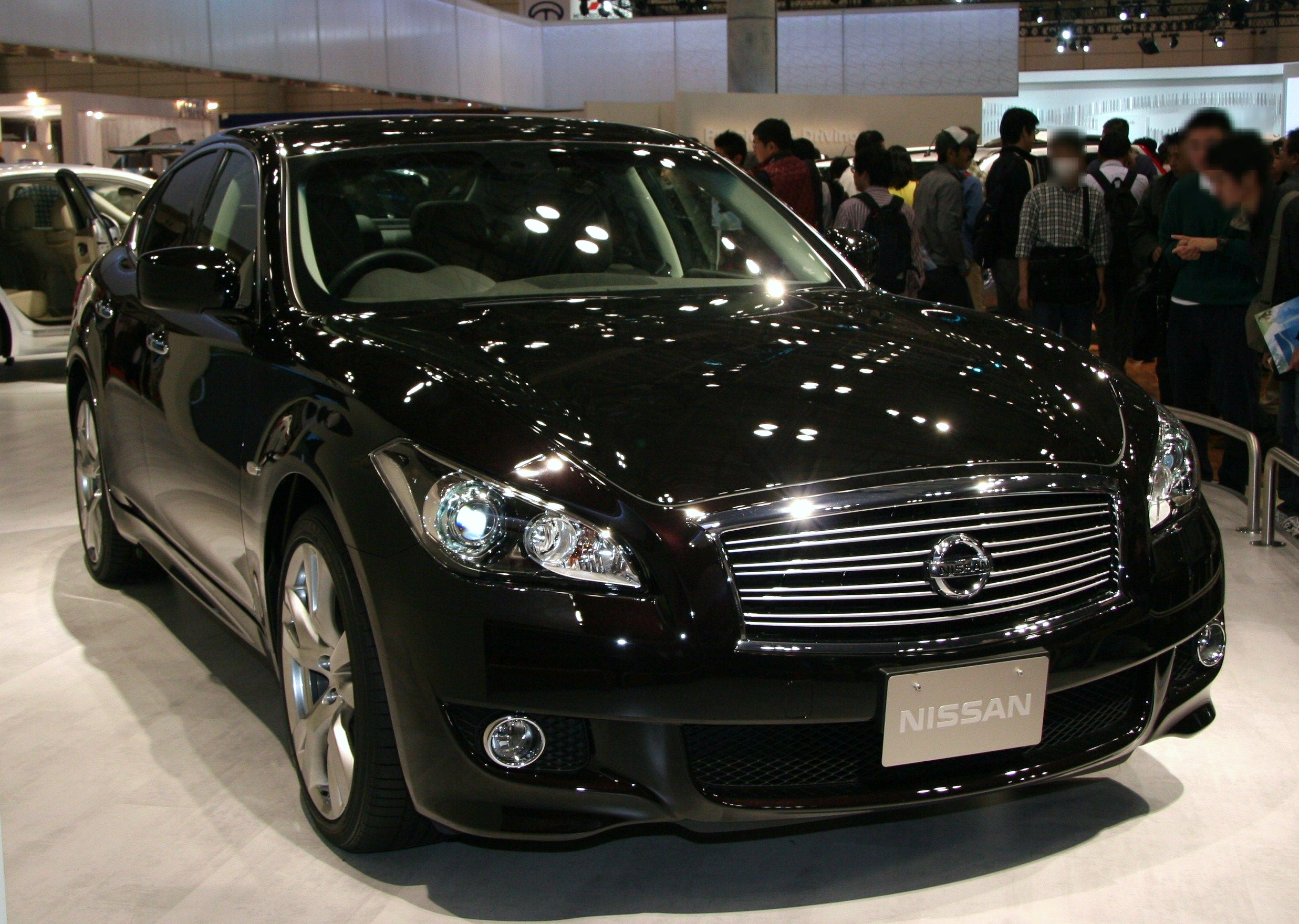
닛산 푸가 (전기형) 정측면

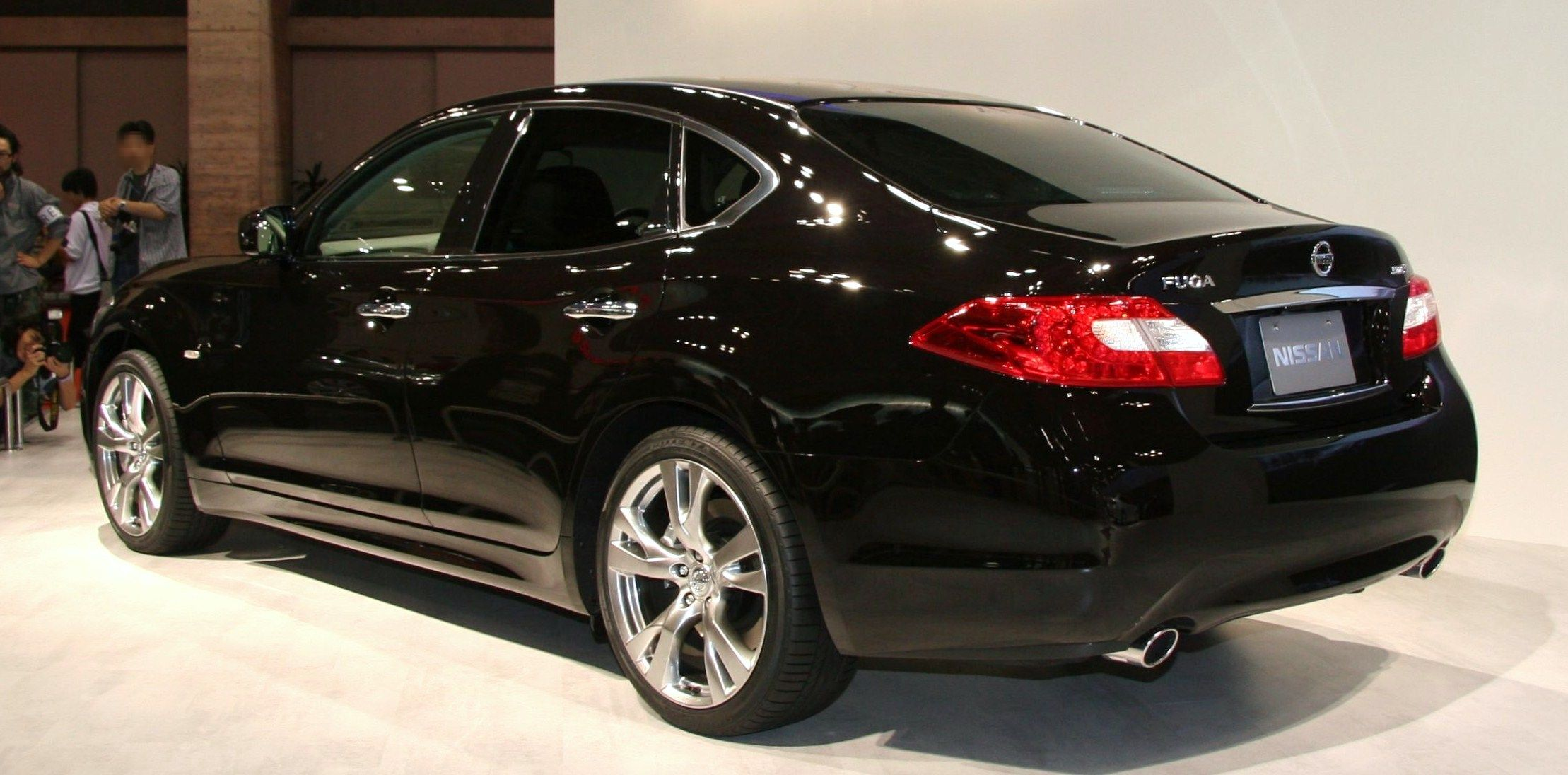
닛산 푸가 (전기형) 후측면

2009년에 개최된 도쿄 모터쇼에 2세대 푸가의 양산형이 발표되었고, 같은 해 11월부터 일본에서 판매가 시작되었다. 기존의 V6 2.5L VQ25HR 엔진 외에 V6 3.7L VQ37VHR 엔진이 새로 탑재되었다. 1세대처럼 후륜구동이 기본이며, 4륜구동(상시)을 선택할 수 있다. 닛산의 계열사인 자트코에서 새로 개발된 7단 자동변속기가 조합된다. 2010년 11월에는 V6 3.5L VQ35HR 엔진이 탑재된 하이브리드 사양이 추가되었다. 2012년 4월에는 롱 휠 베이스 버전이 시마(Y51)로 부활하였다. 미쓰비시자동차공업이 고급 승용차 라인업을 강화하는 차원에서 닛산 자동차와 제휴함에 따라 뱃지 엔지니어링을 통하여 현대 에쿠스와 공동 개발되어 널리 알려진 미쓰비시 프라우디아의 2세대 차종으로도 판매된 적 있다. 2015년 2월에 페이스 리프트를 거침과 동시에 일본에서 판매되는 푸가도 스카이라인(V37)처럼 인피니티 엠블럼이 적용되었다. 2019년 12월에는 마이너체인지를 거치면서 다시 닛산 로고로 돌아왔다.
2022년 8월 31일에 후속 없이 단종됐다.

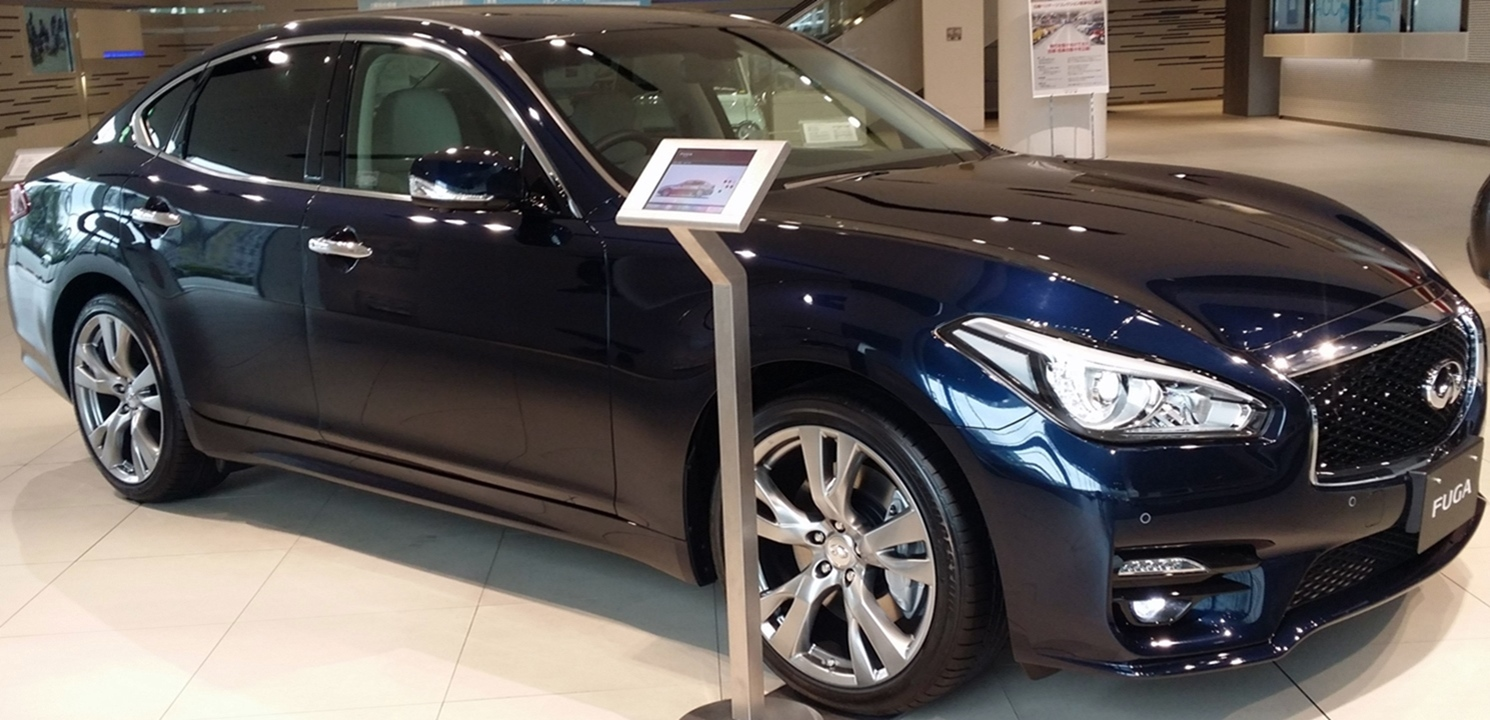
닛산 푸가(후기형) 정측면
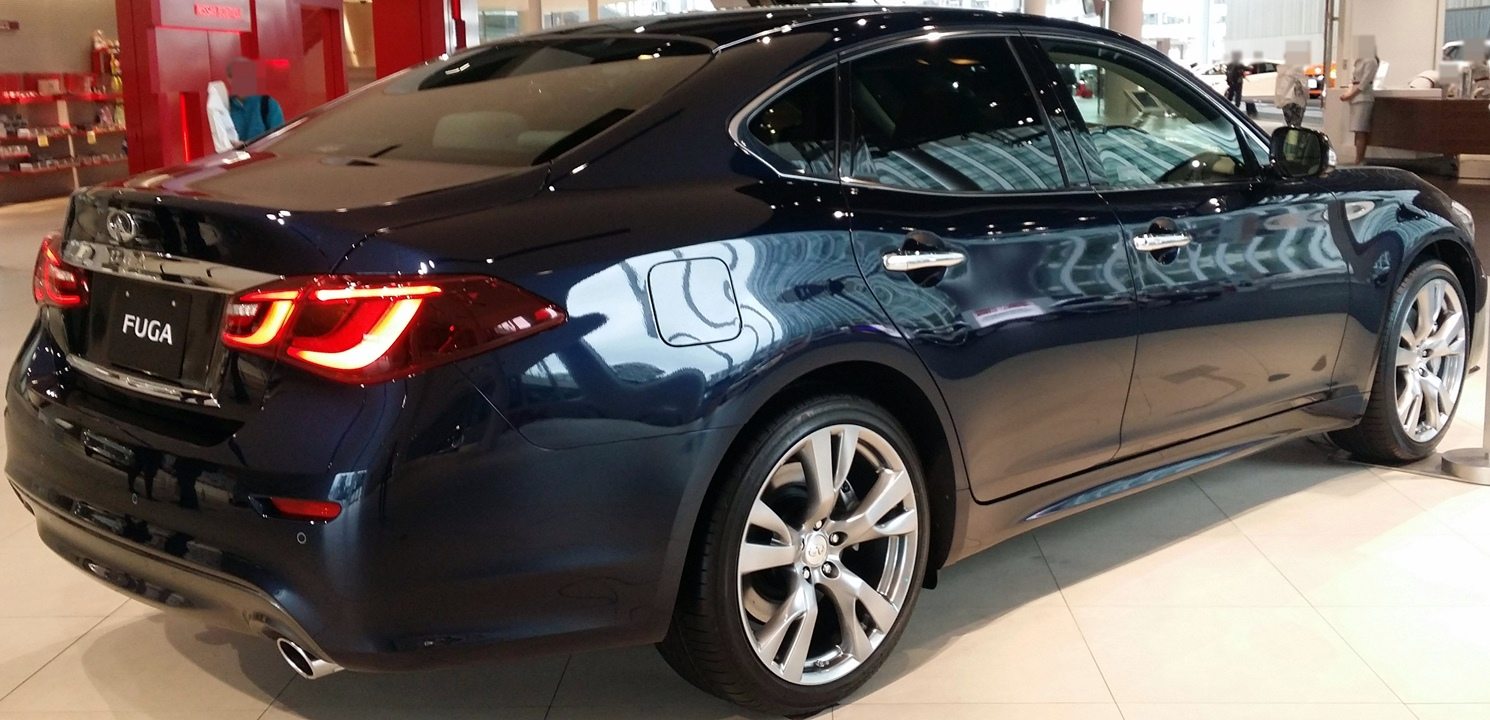
닛산 푸가(후기형) 후측면
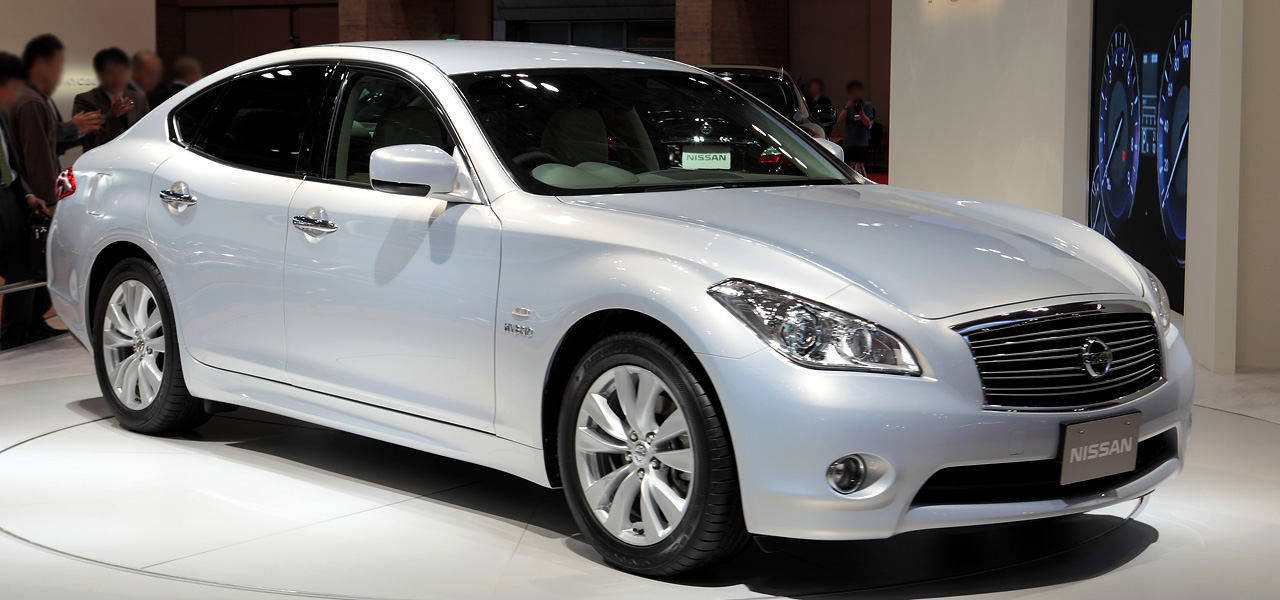
닛산 푸가(전기형) 하이브리드 정측면
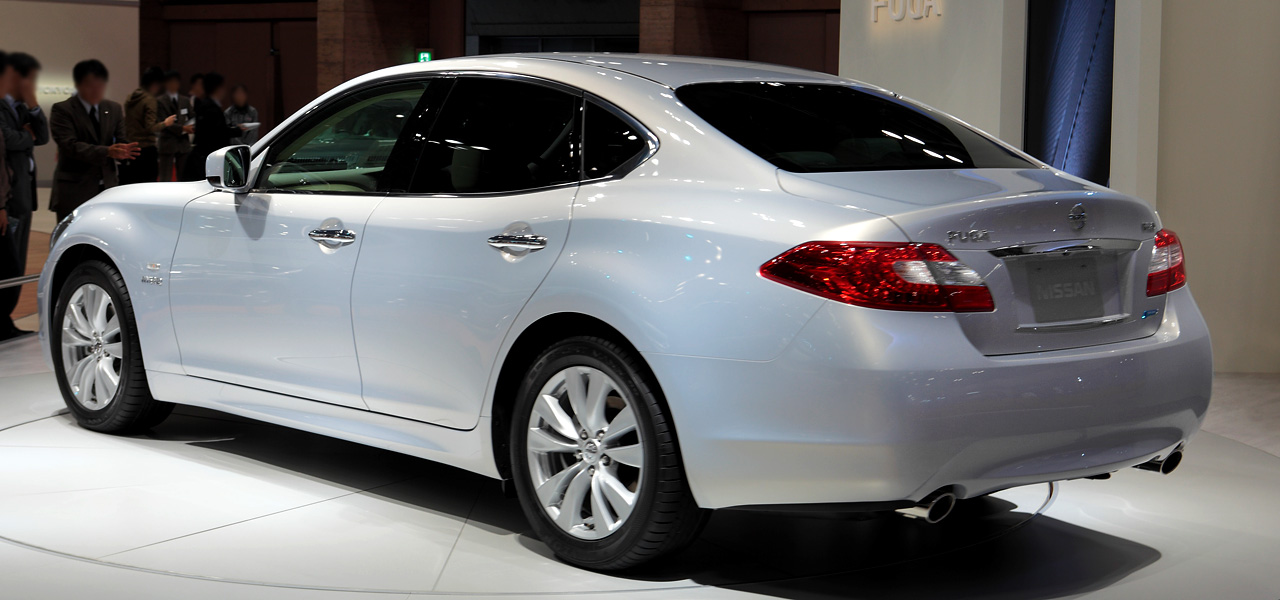
닛산 푸가(전기형) 하이브리드 후측면
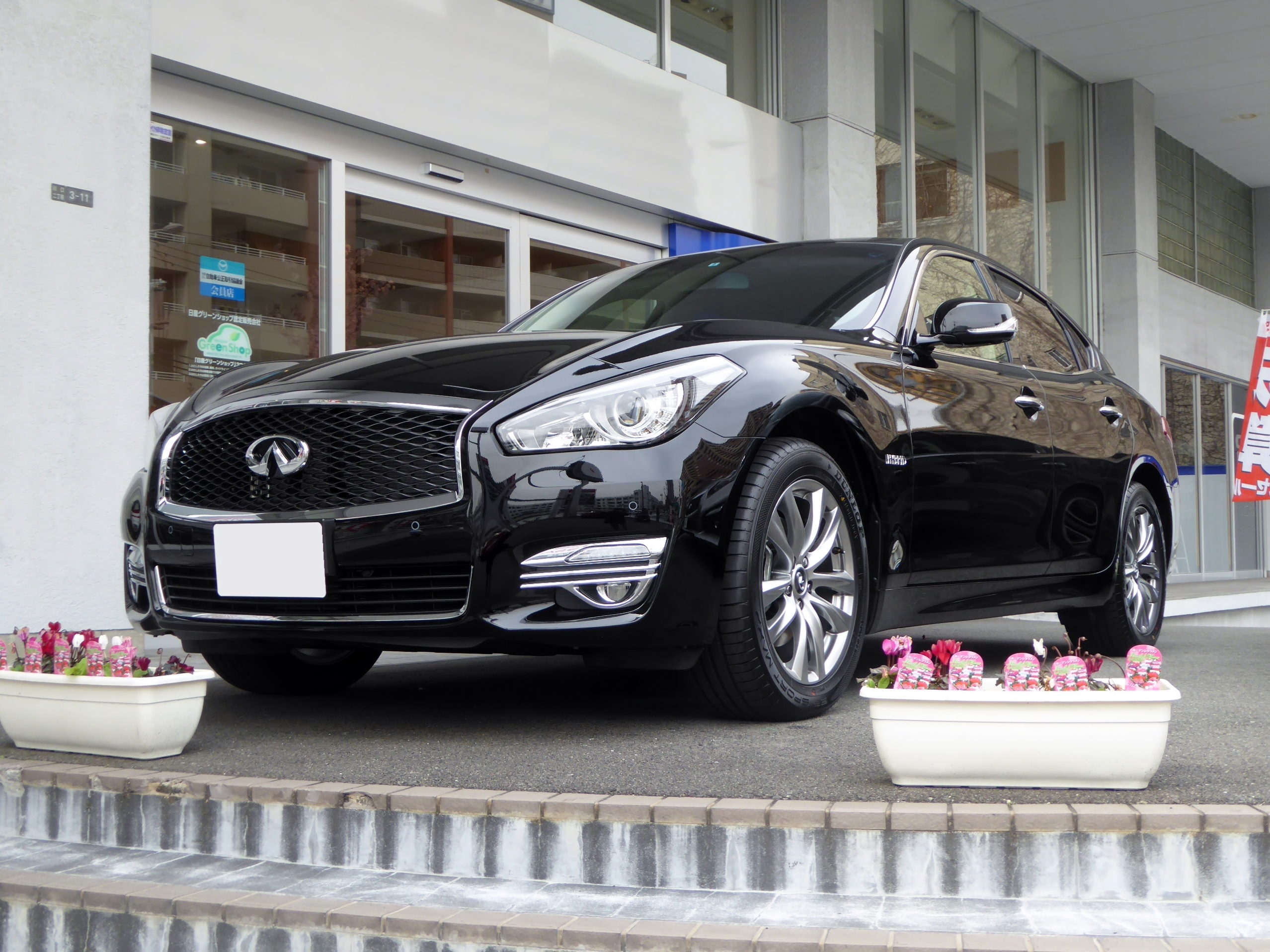
닛산 푸가(후기형) 하이브리드 정측면
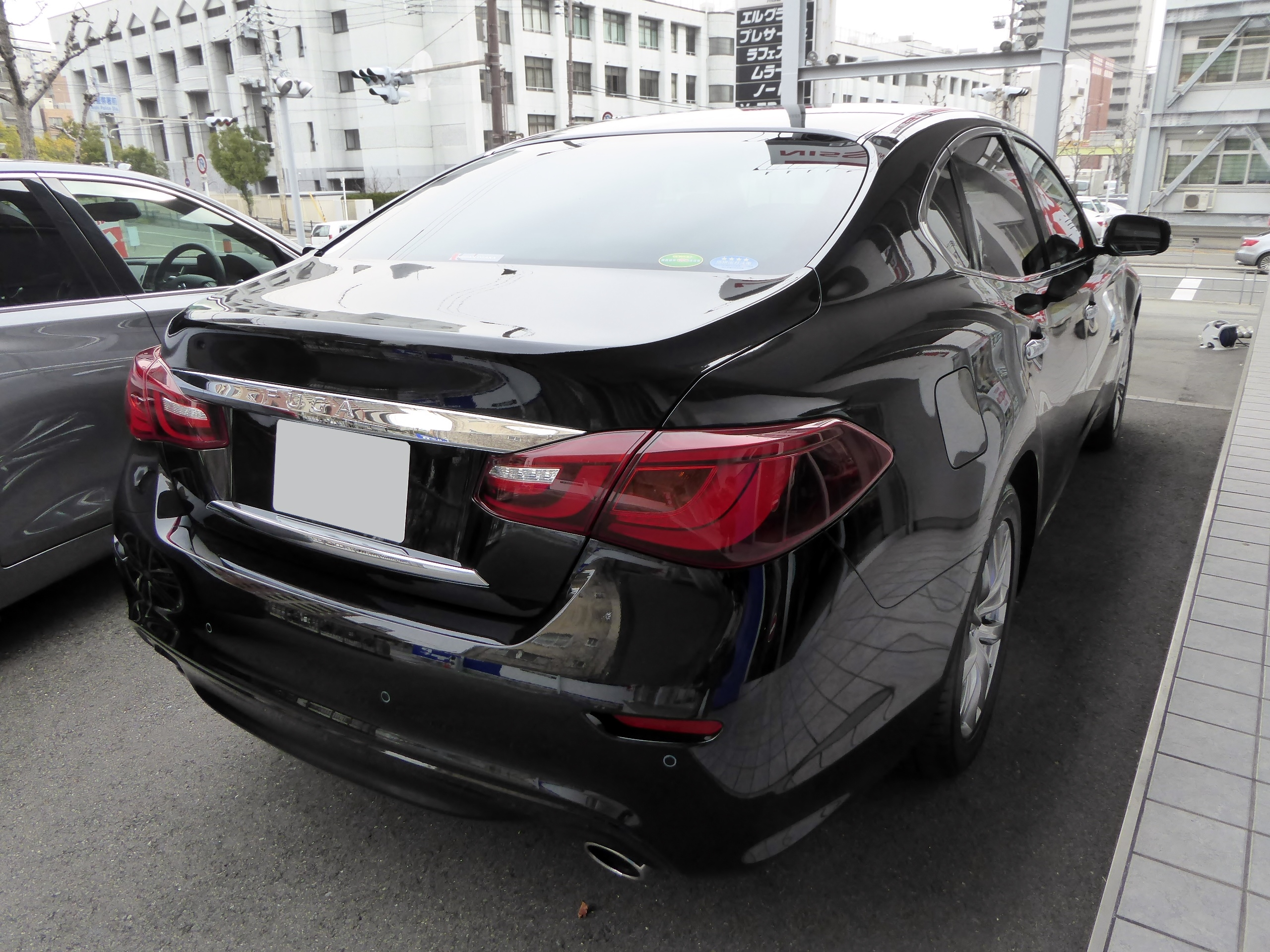
닛산 푸가(후기형) 하이브리드 후측면